# 사회복지공동모금회

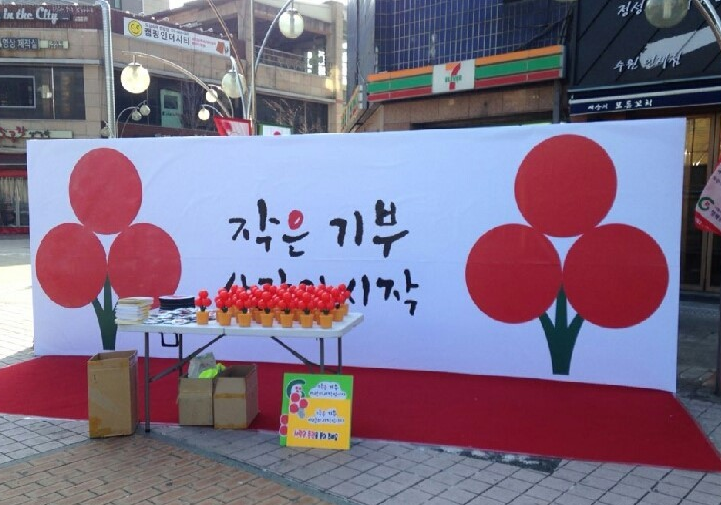
수원에서 열린 사회복지공동모금회의 사랑의열매 행사

사회복지공동모금회(社會福祉共同募金會, Community Chest of Korea)는 사랑의열매를 상징으로 하는 법정 모금·배분기관이다. 1998년 11월 사회복지공동모금회법에 의해 설립된 국내 유일의 법정 모금·배분기관이다.

## 설립 근거
- 사회복지공동모금회법 제 1조[1]

## 목적
국민의 성금을 모아 아동·청소년, 장애인, 노인, 여성·다문화, 지역사회, 해외 등 민간 복지 사업을 지원한다.
사회복지공동모금회법 제 1조 설립 목적에 의하면, 사회복지공동모금회의 공동 모금을 통하여 사회 복지에 대한 국민의 이해와 참여를 제고함과 아울러 국민의 자발적 성금으로 조성된 재원을 효율적이고 공정하게 관리·운영함을 목적으로 한다.

## 기능
- 사회 복지 공동 모금 사업 및 공동 모금 재원의 배분‧평가
- 사회 복지 공동 모금에 관한 조사, 연구, 홍보 및 교육 훈련
- 사회복지공동모금에 관한 국제 교류 및 협력 증진 사업

## 정보공개
- 경영공시

사회복지공동모금회는 '공공기관의 통합공시에 관한 기준' 적용 대상 기관은 아니나 경영의 투명성과 기부자의 알 권리 확보를 위해 자발적으로 경영공시를 실시하고 있다. 홈페이지에서 확인 가능하다.
- 기부 정보 확인 서비스

공동 모금회는 전체 모금액과 분야별 지원 내역 등을 항시 공지해왔으나, 보다 더 투명한 운영을 위해 ‘기부 정보 확인 서비스’를 추진했다. 지난 3월 1일부터 홈페이지를 통해 기부 신청한 기부자를 대상으로 기부금의 지원 내역 정보 공개를 진행했고, 4월 15일부터는 모든 기부자로 대상을 확대하여 지원 내역을 공개했다. 5000원 이상 기부 금액에 대해서는 6개 분야 어떤 사업에 사용되었는지 홈페이지에서 확인이 가능하다.

## 연혁
- 1998. 7 사회복지공동모금법 제정‧시행,16개 지방공동모금회 출범
- 1998. 11 중앙공동모금회 설립(초대회장 강영훈 취임)
- 1999. 4 사회복지공동모금회법으로 개정‧시행, 16개 시‧도 모금 회의 지회 전환
- 2007. 8 제 5회 세계공동모금회 아태총회 개최
- 2010. 9 제 8회 세계공동모금회 아태총회 개최
- 2010. 12 제 7대 이동건 회장 취임[3]
- 2014. 1 제 8대 허동수 회장 취임
- 2018. 6 제 9대 예종석 회장 취임
- 2021. 5 제 10대 조흥식 회장 취임
- 2023. 2 제 11대 김병준 회장 취임

## 조직

### 사회복지공동모금회장
- 이사회
- 감사
- 기획/홍보/모금/배분 분과 실행 위원회
- 시민 감시 위원회
- 17개 지회 (서울, 부산, 대구, 인천, 광주, 대전, 울산, 경기, 강원, 충북, 충남, 전북, 전남, 경북, 경남, 제주, 세종)

#### 사무총장
- 기획 조정 본부
  - 기획팀
  - 대외 협력팀
- 디지털 혁신 본부
  - 디지털 전략팀
  - IT팀
- 경영 지원 본부
  - 인재 경영팀
  - 재무팀
  - 관리팀
- 모금 사업 본부
  - 모금 기획팀
  - 전략 모금팀
  - 기부자가치팀
- 사회 공헌 본부
  - 법인사업 1팀
  - 법인사업 2팀
  - 사회공헌 기획팀
- 커뮤니케이션 본부
  - 홍보 기획팀
  - 미디어팀
- 나눔 사업 본부
  - 배분 기획팀
  - 배분 사업팀
- 나눔 문화 연구소
  - 기초 연구팀
  - 전략 연구팀
- 감사실

## 2010년 보건복지부 감사 결과 보도
2010년 10월 보건복지부는 21일 동안 사회복지공동모금회를 감사하고 감사 결과를 공개했다. [6]
이 당시 보도 내용은 2010년 5~6월 공동모금회 자체 감사 결과 및 2009년 감사원 감사 등을 통해 적발한 내용이다. 공동모금회는 각각의 사안에 대해 관련자에게 상응하는 인사 조치 등을 취하고 시정 요구 사항 등에 대해서는 개선 조치를 했다. 문제가 된 지회 징계 대상자의 경우 부당 집행 비용 전액 환수, 의원면직 및 형사 고발 조치 완료했다. 사회복지공동모금회는 보건복지부로부터 2004년 종합 감사, 2005년 특별 감사, 2007년 종합 감사 및 2009년 감사원감사를 받아왔다.

## 2011년 국정감사
<국감>복지부의 마녀사냥식 감사...사회복지공동모금회가 당했다.
보건복지부가 지난해 감사해 발표한 사회복지공동모금회의 부당 집행금 1300만원이 7억 5000여 만원으로 부풀려 발표했다는 지적이 제기됐다.
국회 보건복지위원회 소속 이낙연 민주당 의원은 27일 보건복지부 국정 감사에서 “사회복지공동모금회 감사 사실과 다른 부분이 드러난 것, 그리고 여론의 질타로 이사진 총사퇴와 1800여 명의 정기 기부자가 기부금을 되찾아가는 등 모금회가 부정행위 이상의 책임을 지도록 야기한 것에 대해 사과하라”고 질타했다. http://news.heraldcorp.com/view.php?ud=20110927000932&md=20120317064407_BL